# U 507 (Kriegsmarine)
De U 507 was een U-boot van de Duitse Kriegsmarine tijdens de Tweede Wereldoorlog. Deze IXC-onderzeeër stond onder commando van korvetkapitein Harro Schacht. Hij nam deel aan deze grootscheepse Laconia reddingsactie, die door de U 156 van Hartenstein werd getorpedeerd op 13 september 1942.

## Laconia-incident
De U 507 nam deel, samen met de U 156, de U 506 en de Italiaanse onderzeeboot Cappellini en een later aangekomen schip van Vichy-Frankrijk, aan de grootscheepse reddingsactie van de getroffen Laconia. Ongeveer 2068 passagiers, waaronder 268 Britse militairen op verlof met hun gezinnen en 1800 Italiaanse krijgsgevangenen, werden door hen gered en op sleeptouw genomen in reddingsloepen.
Tijdens een Amerikaanse vliegtuigaanval van een B-24 Liberator, moesten de onderzeeërs hun sleeptouwen kappen en voor hun eigen veiligheid onder water gaan. Ze moesten hun vele passagiers in de steek laten.
De passagiers werden toch nog gered door het Franse schip op 16 september en de Italiaanse krijgsgevangen werden alleen in de U-boten overgebracht en naar de bezette Duitse havens gebracht.

## Verdere gebeurtenissen
- 7 oktober 1942 - Eerste stuurman, Obersteuerman, Kurt Warkentin verloor het leven na een ziekte.
- 3 januari 1943 - Een opgepikte overlevende, kapitein McCallum van het koopvaardijschip Baron Dechmont, dat tot zinken werd gebracht op 3 januari 1943, ging eveneens mee ten onder toen de U 507 zelf tot zinken werd gebracht, tien dagen later.

## EindeU 507

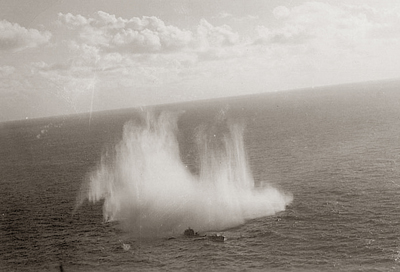
U 507 toen die werd aangevallen.

De U 507 werd tot zinken gebracht op 13 januari 1943 in het zuidelijk deel van de Atlantische Oceaan, ten noordwesten van Natal, Brazilië, in positie 1° 38′ 0″ ZB, 39° 52′ 0″ WL door dieptebommen van een Amerikaanse Consolidated PBY Catalina-watervliegtuig (VP-83/P-10). Hierbij kwamen alle 54 opvarenden, waaronder hun commandant Harro Schacht om het leven.